# 실세시세
실세시세(實勢時勢)는 경기 실세나 기업 업적을 주가가 충실하게 반영하고 있는 상태를 가리키는 단어이다. 주가는 경기변동에 크게 좌우되며, 기업의 업적에도 영향을 받는다. 이 말이 쓰이는 것은 일시적 수급 관계나 주가의 선견성이라 할 수 있는 경기 실세를 반영하지 않는 조기 상승 등과의 구별을 위해서이다.

## 같이 보기
- 변동 환율제